# Varnus Xavér
Varnus Xavér (Budapest, 1964. április 29. –) magyar-kanadai orgonaművész.

## Tanulmányai
Iskoláit szűkebb pátriájában, Kőbányán végezte. Zongorázni a Kőbányai Zeneiskolában tanult, az orgonával való kapcsolata pedig a Ihász utcai református templomban kezdődött (később ugyanitt készítette a Magyar Televízió többrészes komolyzenei műsorát, Az utókor ítéletét).
Budapesten Kistétényi Melindánál és Lehotka Gábornál tanult, majd Párizsban Pierre Cochereau-nak, a Notre-Dame orgonistájának növendéke lett; rajta kívül a lipcsei konzervatórium professzora, Lorenz Stolzenbach volt a mestere.
Több egyetemen és Faludy Györgytől középkori irodalmat és történelmet tanult.

## Munkássága
1977 óta koncertezik; eddigi életében közel háromezer hangversenyt adott. Budapesti zsinagóga-hangversenyeinek alkalmanként több mint háromezer hallgatójuk van, de ugyanúgy telt házasak párizsi és angliai koncertjei is.
Az 1990-es években négy évig a Zalaegerszegi Orgonafesztivál igazgatója volt.
A 2005-ös A Nagy Könyv szavazás műsorának egyik vendége volt.
2011-ben barátságos orgonacsatára hívta ki az 1970-es évek orgona-fenoménját, Rhoda Scottot. Egyhetes turnéjuk során négy magyarországi koncertjükre közel 30 ezer jegy fogyott el (Dohány utcai zsinagóga, miskolci evangélikus templom, Debreceni Református Nagytemplom, Papp László Budapest Sportaréna).

## Magánélete
Háromszor volt házas, két fia van: a Torontóban született és ott élő Daniel, valamint az angliai Nicholas.
Biszexualitását nyíltan vállalja.
Amikor a szexuális kisebbségek érdekében szót emeltem 1996-ban, az egész társadalom taburendszere dörgött. Ma már más az emberek hozzáállása, egy csomó dologért nem kell harcolni, mert már "kiharcolódott".
1981-ben Franciaországba, majd Kanadába utazott; az utóbbi országnak 1984 óta állampolgára, sokszor éveket tölt Európától távol.
2015-ben vásárolt egy berlini lakást és hosszabb időn át élt Magyarországon kívül.
A Balaton szerelmese, családi nyaralójában sokat időzik, illetve a Balaton-felvidék templomi orgonáin játszva is gyakran hallgathatta a közönség. 2022-ben vásárolta meg a használaton kívüli mezőlaki templomot, amit felújított, majd 2023-ban avatta fel az ott elhelyezett új orgonát.
- Kőbánya Díszpolgára (2003. október 23.)
- a Magyar Köztársasági Érdemrend tisztikeresztje, polgári tagozat (2004. március 15., nemzetközileg is elismert orgonaművészi tevékenysége elismeréseként)[8]
- A Magyar Köztársasági Érdemrend középkeresztje, polgári tagozat) (2010. március 15., nagy népszerűségnek örvendő előadóművészi tevékenysége elismeréseként)[9]

## CD-k, DVD-k és videófelvételek
2007 elején a Sony BMG által kiadott CD-felvétele, amelyet a budapesti Művészetek Palotája új nagyorgonáján készített, egy év alatt négyszeres platinalemez lett. From Bach to Star Wars című CD-felvétele (Sony BMG, 2008) megjelenése hónapjában aranylemez lett.
- Varnus Xaver Recital in Matthias Church in Budapest (LP, Hungaroton, 1990)
- Varnus Plays Bach and Improvise at the Great Organ of the Church of the Holy Spirit in Budapest (LP, Festival Art, 1990)
- Organ Magic: Legendary virtuoso Xaver Varnus plays the baroque organ of Szentgotthárd Abbey (1992, Hungaroton; Bach, Mozart, Albinoni)
- Varnus Plays Bach (1994, Kodály Zoltán Ének-Zenei Általános Iskola, Gimnázium és Szakközépiskola orgonája, Kecskemét )
- The Art of Improvisation (CD, 1995, CBC, Varnus Xaver improvizál a világ legnagyobb orgonáján Philadelphiában és a párizsi St.-Eustache-templomban)
- Villon Haláltánc balladája (Aquincum Archive, 1997; Faludy Györggyel közösen)
- The great organ of Matthias church in Budapest: the legendary 1997 Christmas concert by Xaver Varnus (1998; Léon Boëllmann, Richard Wagner, Charles-Marie Widor, Louis Daquin, Edward Elgar)
- Four legendary organists, four improvisations (Aquincum Archive, 1998; Cochereau, Guillou, Kistétényi, Varnus)
- Télikert anno 1900 (2000; Marc-Antoine Charpentier et al.)
- Az átköltés nagymesterei: Faludy György & Varnus Xaver költői koncertje a Kassai téri templomban (videófelvétel, 2000)
- Xaver Varnus Plays The Great Organ of the Budapest Synagogue – The Greatest Organ Recital Ever (Alexandra Publishing House, 2002)
- Varnus Xaver orgonahangversenye a Canterbury Katedrálisban (2004, DVD, Aquincum Archive Release; Louis-Nicolas Clérambault, César Franck, Johann Sebastian Bach, Antalffy-Zsiross Dezső)
- The legendary organist Xaver Varnus plays Bach at the Kőbánya Presbyterian Church (2005, Aquincum Archive Release, DVD)
- From Ravel to Vangelis (CD, Sony-BMG, 2007) – az orgonatörténelem első ötszörös (!) platinalemeze.
- My Life is the Organ – Életem az orgona (Sony-BMG, 2007, portré-DVD; Vitray Tamás, Presser Gábor, Faludy György, Czeizel Endre, Fejtő Ferenc, Hidas Frigyes és dr. Kabdebó Lóránt beszél Xavérról, részletek 30 év legnagyobb magyar és külföldi koncertjeiből
- Rain, Midnight, Cathedral and Organ – a CD-felvétel a Debreceni Református Nagytemplomban készült (2008, Transatlantic Artists of Canada, korlátozott példányszám)
- From Bach to Star Wars (CD, Sony-BMG, 2008)
- Classic and Jazz (CD, Sony Music, 2009)
- Xaver Varnus plays Bach and Mozart on the Szentgotthard Abbey Organ (CD, EMI, 2010)

## Könyvei
- Isten majd megbocsájt: az a mestersége (MEK, Aquincum Archive, Bp. 1996, 1997, 1998, 1999, ISBN 963-04-7158-2)
- Folytatás (MEK, Aquincum Archive, Bp. 1998, 1999, ISBN 963-03-5995-2)
- Képek és gondolatok (Aquincum Archive, Bp. 1999, ISBN 963-03-9187-2)
- „Mert álom az ébredés, és ébredés a halál” – apa és fia sétái a Nemzeti Panteonban (Alexandra, Pécs 2002, ISBN 963-368-239-8)
- Isten majd megbocsájt: az a mestersége : az Isten majd megbocsájt…, a Folytatás, valamint a Képek és gondolatok című kötetek kibővített és szintetikus kiadása (Alexandra, Pécs 2003, ISBN 963-368-625-3)
- Átváltozások (Aquincum Archive, Bp. 2005, ISBN 963-218-272-3)[10]
- Időutazás; s.n., s.l., 2006
- Az Átváltozások hangoskönyv változata, Nagy Marcell, a Sorstalanság c. film főszereplőjének közreműködésével (Sony-BMG, 2007, 3 CD): ID 88697197942